# Medalhistas olímpicos da patinação artística

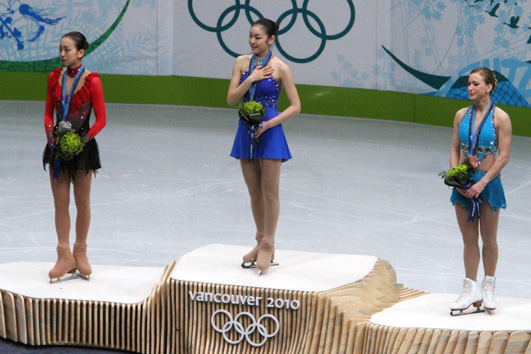
As medalhistas no individual feminino dos Jogos Olímpicos de Inverno de 2010. Da esquerda para direita: Mao Asada do Japão (prata), Kim Yu-na da Coreia do Sul (ouro), e Joannie Rochette do Canadá (bronze).

A patinação artística foi disputada pela primeira vez como um esporte olímpico nos Jogos Olímpicos de Verão de 1908, em Londres, no Reino Unido. Como este tradicional esporte de inverno pode ser disputado em ambientes fechados, o Comitê Olímpico Internacional (COI) aprovou a sua inclusão no programa dos Jogos Olímpicos de Verão. Foi disputada pela segunda vez nos Jogos de 1920, na Antuérpia, e nas edições seguintes foi transferida permanentemente para o programa dos Jogos Olímpicos de Inverno, sendo realizado pela primeira vez em 1924 em Chamonix, na França. Em Londres, a patinação artística foi apresentada em quatro eventos: individual masculino, individual feminino, figuras especiais masculina, e duplas mistas. A disputa de figuras especiais foi vencida pelo russo Nikolai Panin, que deu ao seu país sua primeira medalha de ouro olímpica. Ele permanece como único vencedor do evento, pois o mesmo foi retirado do programa nas edições posteriores. Em Grenoble 1968, foi disputado como evento demonstrativo a dança no gelo, que foi introduzido ao programa em 1976.
Os canadenses Tessa Virtue e Scott Moir, competidores entre 2010 e 2018, são os patinadores artísticos com mais medalhas nos Jogos Olímpicos, tendo ganho cinco medalhas cada. O sueco Gillis Grafström, que competiu em quatro edições dos Jogos Olímpicos, dos Jogos Olímpicos de Verão de 1920 aos Jogos Olímpicos de Inverno de 1932, e os russos Evgeni Plushenko, competidor entre 2002 e 2014, e Nikita Katsalapov (2014–2022) são os patinadores artísticos que competem em provas individuais com mais medalhas, tendo ganho quatro medalhas cada. Grafström é o único patinador artístico que ganhou três medalhas de ouro consecutivas no individual masculino, e um dos dois esportistas a conquistar uma medalha tanto nos Jogos Olímpicos de Verão e quanto nos Jogos Olímpicos de Inverno. Grafström seguiu os passos do compatriota Ulrich Salchow, o primeiro campeão olímpico na patinação artística e criador do salto que leva seu nome, e que mais tarde se tornou presidente da União Internacional de Patinação (ISU). Dezenove patinadores artísticos conquistaram três medalhas: Sonja Henie (Noruega) e Irina Rodnina (União Soviética) foram por três vezes consecutivas medalhistas de ouro no individual feminino (1928–1936) e nas duplas (1972–1980), respectivamente; Pierre Brunet e Andrée Brunet (França), Shen Xue e Zhao Hongbo (China), Artur Dmitriev (Equipa Unificada e Rússia), e Aliona Savchenko (Alemanha), nas duplas; Marina Klimova e Sergei Ponomarenko (União Soviética e Equipa Unificada), na dança no gelo; e Beatrix Loughran (Estados Unidos), no individual e duplas. Patrick Chan (Canadá), Nathan Chen (Estados Unidos), Shoma Uno (Japão), Kaetlyn Osmond (Canadá), Meryl Davis e Charlie White (Estados Unidos), e Meagan Duhamel e Eric Radford (Canadá) conquistaram medalhas tanto nas suas provas eventuais (individual, duplas ou dança no gelo) quanto na prova por equipes, inserida pela primeira vez em 2014.
Além de Grafström e Henie, apenas Karl Schäfer (Áustria), Dick Button (Estados Unidos), Katarina Witt (Alemanha Oriental) e Yuzuru Hanyu (Japão) defenderam com êxito os seus títulos no individual. Rodnina duas vezes com Alexander Zaitsev, Ludmila Belousova e Oleg Protopopov (União Soviética), nas duplas, e Oksana Grishuk e Evgeny Platov (Rússia), na dança no gelo, também mantiveram suas medalhas de ouro. Ekaterina Gordeeva e Sergei Grinkov foram campeões olímpicos por duas vezes, a primeira nas duplas em 1988 pela União Soviética, e repetiram a vitória nos Jogos de Lillehammer representando a Rússia.
Com os resultados obtidos até os Jogos Olímpicos de Inverno de 2022, os Estados Unidos lideram a contagem total de medalhas com 54: 16 de ouro, 17 de prata, e 21 de bronze. Canadá e Rússia aparecem em seguida com 29 e 26 medalhas, respectivamente. Em duas ocasiões um mesmo país conquistou as três medalhas de um mesmo evento: a Suécia no individual masculino em 1908, e os Estados Unidos no individual masculino em 1956. De 1964 à 2006, patinadores artísticos russos, representando a União Soviética, a Equipa Unificada, ou a Rússia, sempre ganharam a medalha de ouro nas duplas, naquela que é a mais longa série de vitórias de um país em um mesmo evento. No total 265 medalhas (89 de ouro, 88 de prata e 88 de bronze) foram ganhas por patinadores artísticos representando 28 países (CON).

## Masculino

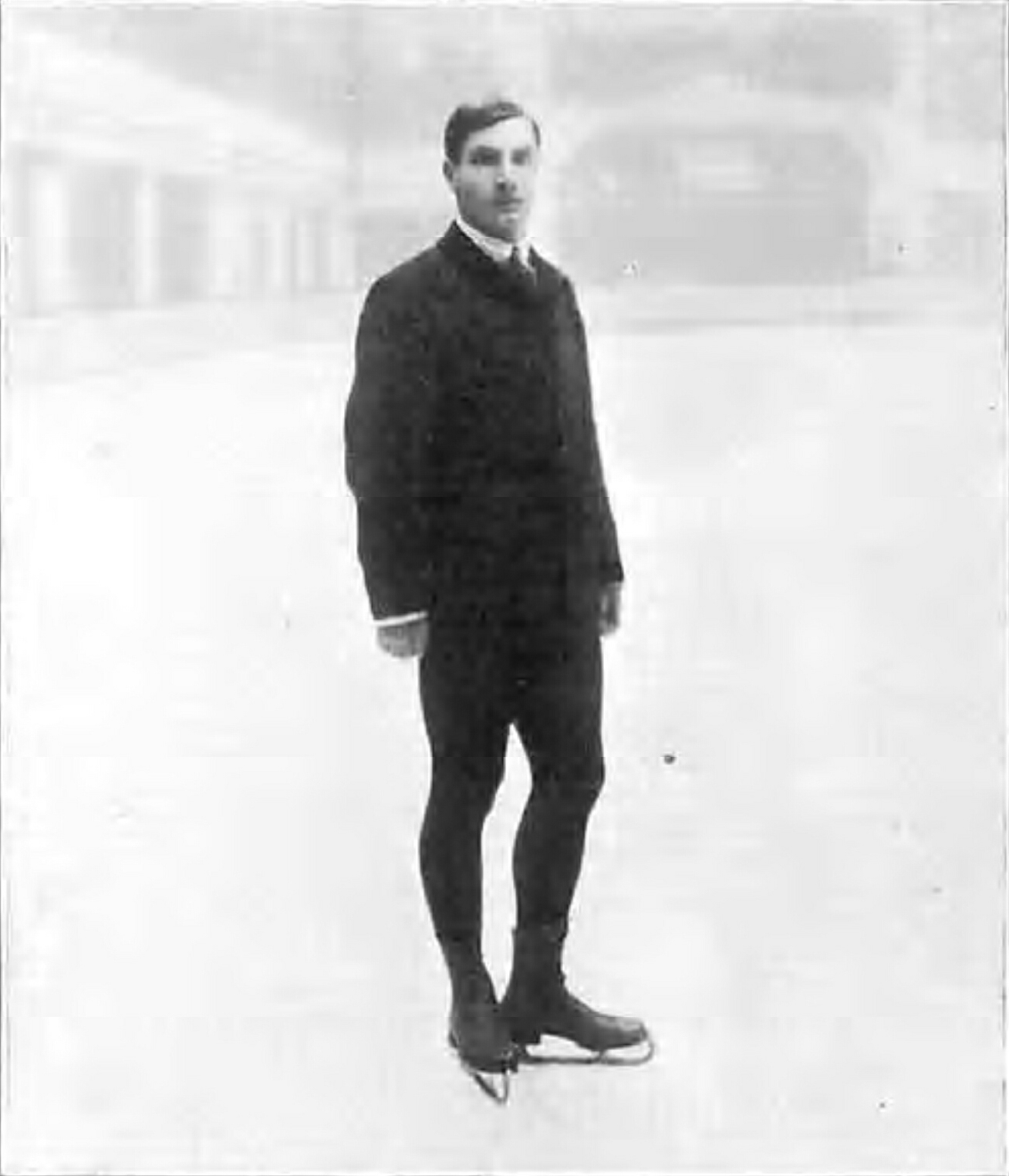
Ulrich Salchow da Suécia, o criador do salto Salchow, foi o primeiro campeão olímpico da patinação artística masculina.

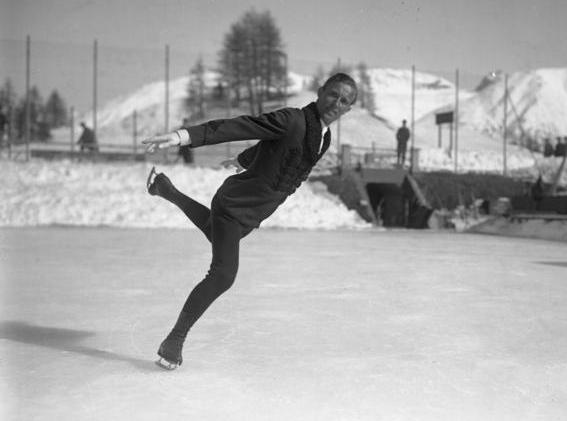
O sueco Gillis Grafström é um dos maiores medalhistas olímpicos da patinação artística com três ouros e uma prata, e o único três vezes medalhista de ouro no individual masculino.

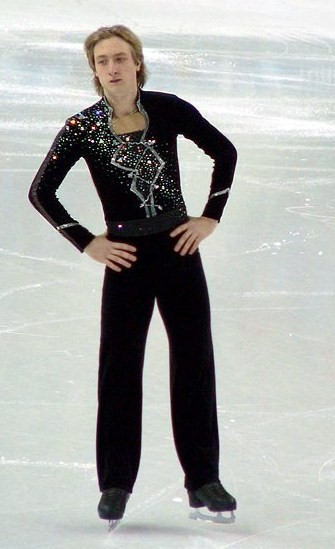
O russo Evgeni Plushenko venceu o individual masculino em 2006 com o recorde mundial no programa curto e tem quatro medalhas no total.

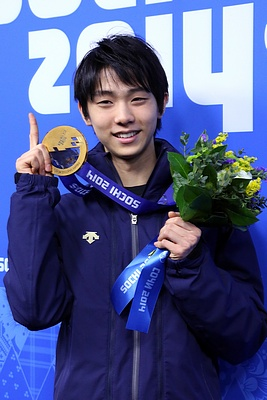
Yuzuru Hanyu foi bicampeão do individual masculino em 2014 e 2018.

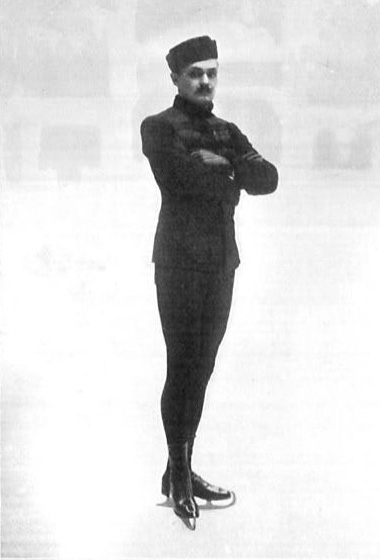
Nikolai Panin da Rússia, o único vencedor nas figuras especiais.

### Individual
| Evento                                 | Ouro                                         | Prata                                   | Bronze                              | Ref.          |
| -------------------------------------- | -------------------------------------------- | --------------------------------------- | ----------------------------------- | ------------- |
| Londres 1908 (detalhes)                | Ulrich Salchow SWE Suécia                    | Richard Johansson SWE Suécia            | Per Thorén SWE Suécia               | [ 13 ] [ 14 ] |
| Antuérpia 1920 (detalhes)              | Gillis Grafström SWE Suécia                  | Andreas Krogh NOR Noruega               | Martin Stixrud NOR Noruega          | [ 13 ] [ 15 ] |
| Chamonix 1924 (detalhes)               | Gillis Grafström SWE Suécia                  | Willy Böckl AUT Áustria                 | Georges Gautschi SUI Suíça          | [ 13 ] [ 16 ] |
| St. Moritz 1928 (detalhes)             | Gillis Grafström SWE Suécia                  | Willy Böckl AUT Áustria                 | Robert van Zeebroeck BEL Bélgica    | [ 13 ] [ 17 ] |
| Lake Placid 1932 (detalhes)            | Karl Schäfer AUT Áustria                     | Gillis Grafström SWE Suécia             | Montgomery Wilson CAN Canadá        | [ 13 ] [ 18 ] |
| Garmisch-Partenkirchen 1936 (detalhes) | Karl Schäfer AUT Áustria                     | Ernst Baier GER Alemanha                | Felix Kaspar AUT Áustria            | [ 13 ] [ 19 ] |
| St. Moritz 1948 (detalhes)             | Dick Button USA Estados Unidos               | Hans Gerschwiler SUI Suíça              | Edi Rada AUT Áustria                | [ 13 ] [ 20 ] |
| Oslo 1952 (detalhes)                   | Dick Button USA Estados Unidos               | Helmut Seibt AUT Áustria                | James Grogan USA Estados Unidos     | [ 13 ] [ 21 ] |
| Cortina d'Ampezzo 1956 (detalhes)      | Hayes Alan Jenkins USA Estados Unidos        | Ronnie Robertson USA Estados Unidos     | David Jenkins USA Estados Unidos    | [ 13 ] [ 22 ] |
| Squaw Valley 1960 (detalhes)           | David Jenkins USA Estados Unidos             | Karol Divin TCH Checoslováquia          | Donald Jackson CAN Canadá           | [ 13 ] [ 23 ] |
| Innsbruck 1964 (detalhes)              | Manfred Schnelldorfer EUA Equipe Alemã Unida | Alain Calmat FRA França                 | Scott Allen USA Estados Unidos      | [ 13 ] [ 24 ] |
| Grenoble 1968 (detalhes)               | Wolfgang Schwarz AUT Áustria                 | Tim Wood USA Estados Unidos             | Patrick Pera FRA França             | [ 13 ] [ 25 ] |
| Sapporo 1972 (detalhes)                | Ondrej Nepela TCH Checoslováquia             | Sergey Chetverukhin URS União Soviética | Patrick Pera FRA França             | [ 13 ] [ 26 ] |
| Innsbruck 1976 (detalhes)              | John Curry GBR Grã-Bretanha                  | Vladimir Kovalyov URS União Soviética   | Toller Cranston CAN Canadá          | [ 13 ] [ 27 ] |
| Lake Placid 1980 (detalhes)            | Robin Cousins GBR Grã-Bretanha               | Jan Hoffmann GDR Alemanha Oriental      | Charles Tickner USA Estados Unidos  | [ 13 ] [ 28 ] |
| Sarajevo 1984 (detalhes)               | Scott Hamilton USA Estados Unidos            | Brian Orser CAN Canadá                  | Jozef Sabovčík TCH Checoslováquia   | [ 13 ] [ 29 ] |
| Calgary 1988 (detalhes)                | Brian Boitano USA Estados Unidos             | Brian Orser CAN Canadá                  | Viktor Petrenko URS União Soviética | [ 13 ] [ 30 ] |
| Albertville 1992 (detalhes)            | Viktor Petrenko EUN Equipa Unificada         | Paul Wylie USA Estados Unidos           | Petr Barna TCH Checoslováquia       | [ 13 ] [ 31 ] |
| Lillehammer 1994 (detalhes)            | Alexei Urmanov RUS Rússia                    | Elvis Stojko CAN Canadá                 | Philippe Candeloro FRA França       | [ 13 ] [ 32 ] |
| Nagano 1998 (detalhes)                 | Ilia Kulik RUS Rússia                        | Elvis Stojko CAN Canadá                 | Philippe Candeloro FRA França       | [ 13 ] [ 33 ] |
| Salt Lake City 2002 (detalhes)         | Alexei Yagudin RUS Rússia                    | Evgeni Plushenko RUS Rússia             | Timothy Goebel USA Estados Unidos   | [ 13 ] [ 34 ] |
| Turim 2006 (detalhes)                  | Evgeni Plushenko RUS Rússia                  | Stéphane Lambiel SUI Suíça              | Jeffrey Buttle CAN Canadá           | [ 13 ] [ 35 ] |
| Vancouver 2010 (detalhes)              | Evan Lysacek USA Estados Unidos              | Evgeni Plushenko RUS Rússia             | Daisuke Takahashi JPN Japão         | [ 13 ] [ 36 ] |
| Sóchi 2014 (detalhes)                  | Yuzuru Hanyu JPN Japão                       | Patrick Chan CAN Canadá                 | Denis Ten KAZ Cazaquistão           | [ 37 ]        |
| PyeongChang 2018 (detalhes)            | Yuzuru Hanyu JPN Japão                       | Shoma Uno JPN Japão                     | Javier Fernández ESP Espanha        | [ 38 ]        |
| Pequim 2022 (detalhes)                 | Nathan Chen USA Estados Unidos               | Yuma Kagiyama JPN Japão                 | Shoma Uno JPN Japão                 | [ 39 ]        |

### Figuras especiais
| Evento                  | Ouro                            | Prata                           | Bronze                             | Ref    |
| ----------------------- | ------------------------------- | ------------------------------- | ---------------------------------- | ------ |
| Londres 1908 (detalhes) | Nikolai Panin RU1 Império Russo | Arthur Cumming GBR Grã-Bretanha | Geoffrey Hall-Say GBR Grã-Bretanha | [ 40 ] |

## Feminino

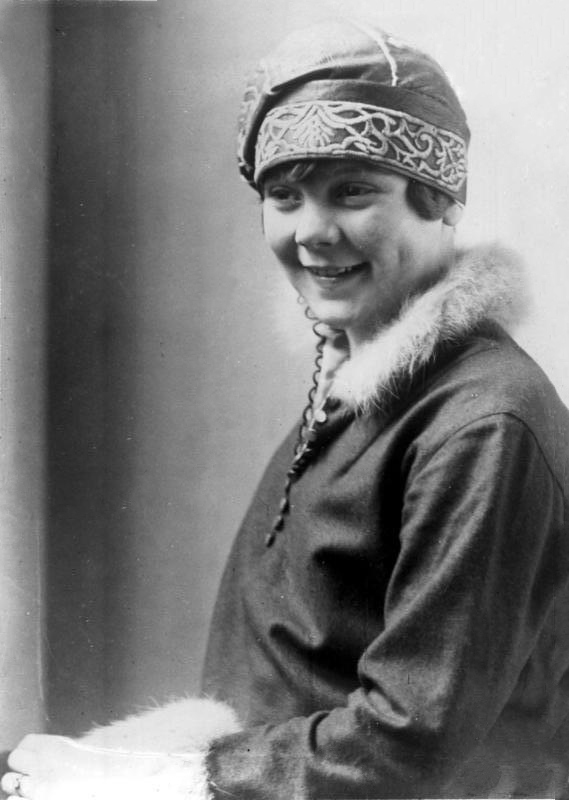
Norueguesa Sonja Henie detém o recorde de três vitórias consecutivas no individual feminino (1928–1936).

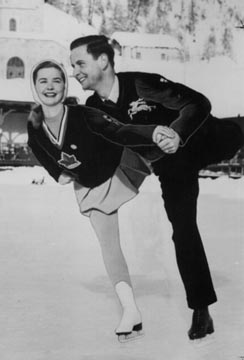
Barbara Ann Scott (à esquerda), a campeã nos Jogos Olímpicos em 1948 e bicampeã mundial (1947–1948). Conhecida como a "Querida do Canadá", ela é a única campeã olímpica canadense no individual feminino.

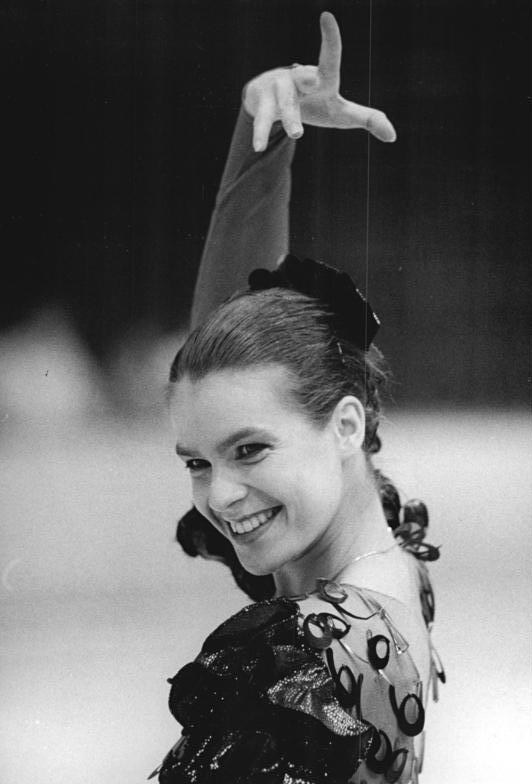
Katarina Witt conquistou a medalha de ouro em 1988 no individual feminino, sendo a segunda patinadora a conseguir dois títulos olímpicos em sequência no evento.

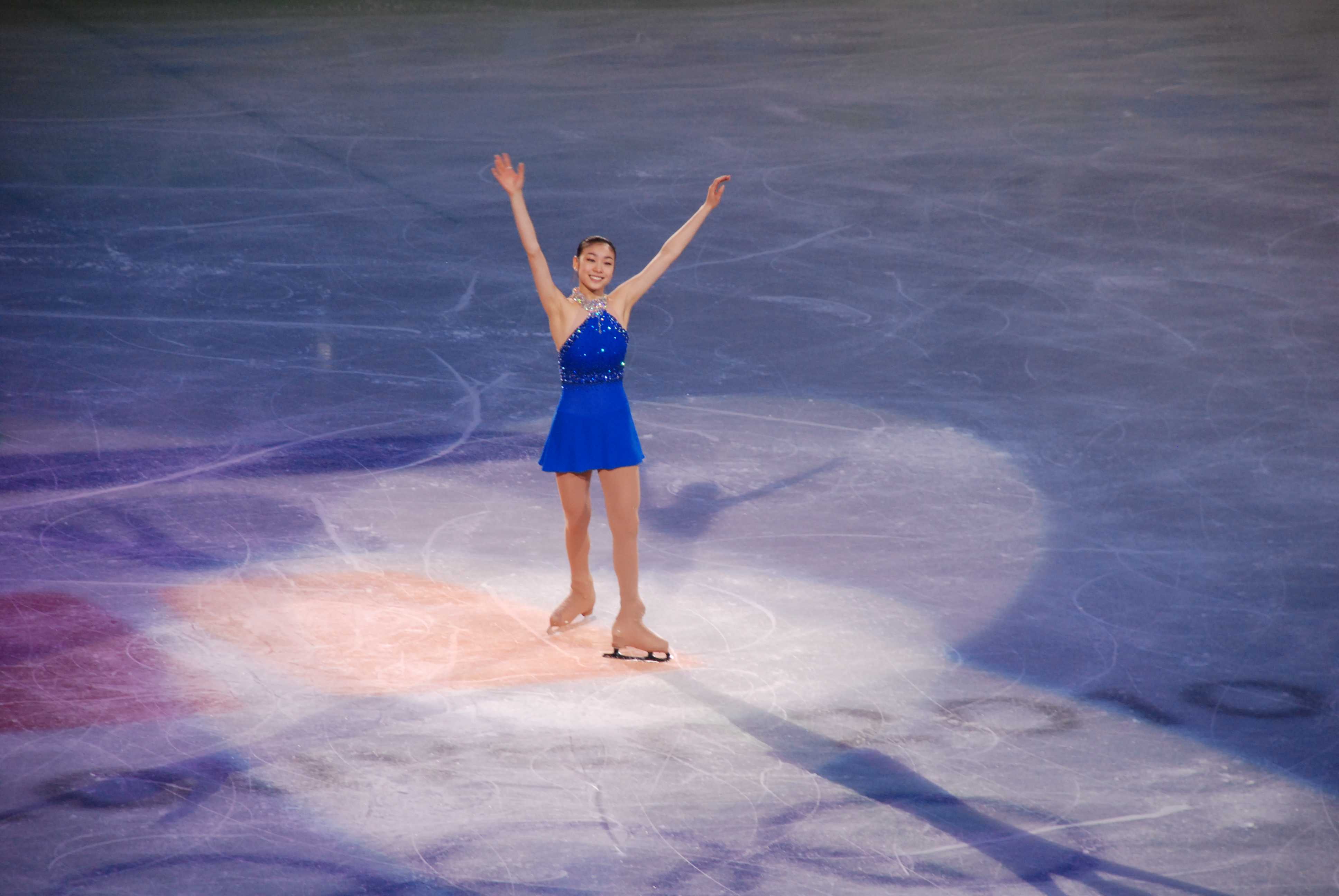
Kim Yu-na, campeã em 2010, com os recordes mundiais no programa curto, na patinação livre, e na pontuação total.

### Individual
| Evento                                 | Ouro                                           | Prata                                             | Bronze                                    | Ref.          |
| -------------------------------------- | ---------------------------------------------- | ------------------------------------------------- | ----------------------------------------- | ------------- |
| Londres 1908 (detalhes)                | Madge Syers GBR Grã-Bretanha                   | Elsa Rendschmidt GER Alemanha                     | Dorothy Greenhough-Smith GBR Grã-Bretanha | [ 41 ] [ 42 ] |
| Antuérpia 1920 (detalhes)              | Magda Julin SWE Suécia                         | Svea Norén SWE Suécia                             | Theresa Weld USA Estados Unidos           | [ 41 ] [ 43 ] |
| Chamonix 1924 (detalhes)               | Herma Szabo AUT Áustria                        | Beatrix Loughran USA Estados Unidos               | Ethel Muckelt GBR Grã-Bretanha            | [ 41 ] [ 44 ] |
| St. Moritz 1928 (detalhes)             | Sonja Henie NOR Noruega                        | Fritzi Burger AUT Áustria                         | Beatrix Loughran USA Estados Unidos       | [ 41 ] [ 45 ] |
| Lake Placid 1932 (detalhes)            | Sonja Henie NOR Noruega                        | Fritzi Burger AUT Áustria                         | Maribel Vinson USA Estados Unidos         | [ 41 ] [ 46 ] |
| Garmisch-Partenkirchen 1936 (detalhes) | Sonja Henie NOR Noruega                        | Cecilia Colledge GBR Grã-Bretanha                 | Vivi-Anne Hultén SWE Suécia               | [ 41 ] [ 47 ] |
| St. Moritz 1948 (detalhes)             | Barbara Ann Scott CAN Canadá                   | Eva Pawlik AUT Áustria                            | Jeannette Altwegg GBR Grã-Bretanha        | [ 41 ] [ 48 ] |
| Oslo 1952 (detalhes)                   | Jeannette Altwegg GBR Grã-Bretanha             | Tenley Albright USA Estados Unidos                | Jacqueline du Bief FRA França             | [ 41 ] [ 49 ] |
| Cortina d'Ampezzo 1956 (detalhes)      | Tenley Albright USA Estados Unidos             | Carol Heiss USA Estados Unidos                    | Ingrid Wendl AUT Áustria                  | [ 41 ] [ 50 ] |
| Squaw Valley 1960 (detalhes)           | Carol Heiss USA Estados Unidos                 | Sjoukje Dijkstra NED Países Baixos                | Barbara Roles USA Estados Unidos          | [ 41 ] [ 51 ] |
| Innsbruck 1964 (detalhes)              | Sjoukje Dijkstra NED Países Baixos             | Regine Heitzer AUT Áustria                        | Petra Burka CAN Canadá                    | [ 41 ] [ 52 ] |
| Grenoble 1968 (detalhes)               | Peggy Fleming USA Estados Unidos               | Gabriele Seyfert GDR Alemanha Oriental            | Hana Mašková TCH Checoslováquia           | [ 41 ] [ 53 ] |
| Sapporo 1972 (detalhes)                | Beatrix Schuba AUT Áustria                     | Karen Magnussen CAN Canadá                        | Janet Lynn USA Estados Unidos             | [ 41 ] [ 54 ] |
| Innsbruck 1976 (detalhes)              | Dorothy Hamill USA Estados Unidos              | Dianne de Leeuw NED Países Baixos                 | Christine Errath GDR Alemanha Oriental    | [ 41 ] [ 55 ] |
| Lake Placid 1980 (detalhes)            | Anett Pötzsch GDR Alemanha Oriental            | Linda Fratianne USA Estados Unidos                | Dagmar Lurz FRG Alemanha Ocidental        | [ 41 ] [ 56 ] |
| Sarajevo 1984 (detalhes)               | Katarina Witt GDR Alemanha Oriental            | Rosalynn Sumners USA Estados Unidos               | Kira Ivanova URS União Soviética          | [ 41 ] [ 57 ] |
| Calgary 1988 (detalhes)                | Katarina Witt GDR Alemanha Oriental            | Elizabeth Manley CAN Canadá                       | Debi Thomas USA Estados Unidos            | [ 41 ] [ 58 ] |
| Albertville 1992 (detalhes)            | Kristi Yamaguchi USA Estados Unidos            | Midori Ito JPN Japão                              | Nancy Kerrigan USA Estados Unidos         | [ 41 ] [ 59 ] |
| Lillehammer 1994 (detalhes)            | Oksana Baiul UKR Ucrânia                       | Nancy Kerrigan USA Estados Unidos                 | Chen Lu CHN China                         | [ 41 ] [ 60 ] |
| Nagano 1998 (detalhes)                 | Tara Lipinski USA Estados Unidos               | Michelle Kwan USA Estados Unidos                  | Chen Lu CHN China                         | [ 41 ] [ 61 ] |
| Salt Lake City 2002 (detalhes)         | Sarah Hughes USA Estados Unidos                | Irina Slutskaya RUS Rússia                        | Michelle Kwan USA Estados Unidos          | [ 41 ] [ 62 ] |
| Turim 2006 (detalhes)                  | Shizuka Arakawa JPN Japão                      | Sasha Cohen USA Estados Unidos                    | Irina Slutskaya RUS Rússia                | [ 41 ] [ 63 ] |
| Vancouver 2010 (detalhes)              | Kim Yu-na KOR Coreia do Sul                    | Mao Asada JPN Japão                               | Joannie Rochette CAN Canadá               | [ 41 ] [ 64 ] |
| Sóchi 2014 (detalhes)                  | Adelina Sotnikova RUS Rússia                   | Kim Yu-na KOR Coreia do Sul                       | Carolina Kostner ITA Itália               | [ 65 ]        |
| PyeongChang 2018 (detalhes)            | Alina Zagitova OAR Atletas Olímpicos da Rússia | Evgenia Medvedeva OAR Atletas Olímpicos da Rússia | Kaetlyn Osmond CAN Canadá                 | [ 66 ]        |
| Pequim 2022 (detalhes)                 | Anna Shcherbakova ROC                          | Alexandra Trusova ROC                             | Kaori Sakamoto JPN Japão                  | [ 39 ]        |

## Misto

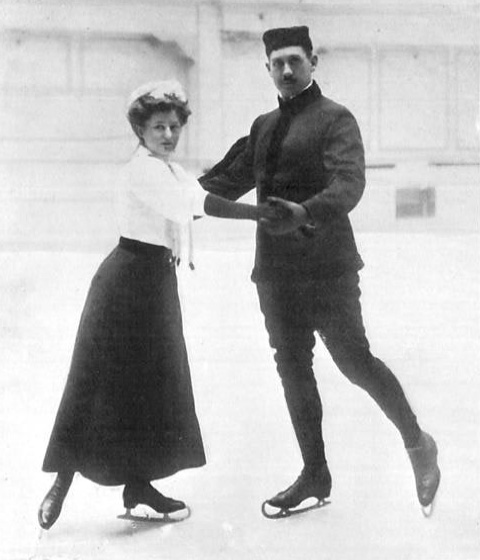
Anna Hübler e Heinrich Burger, foram os primeiros campeões olímpicos nas duplas.

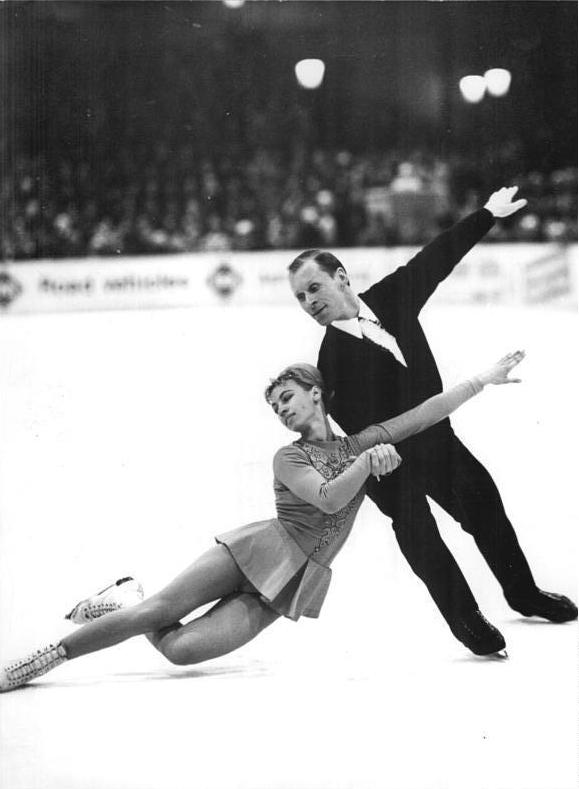
Ludmila Belousova e Oleg Protopopov vencem em 1964 e iniciam o domínio russo nas duplas, que foi derrubado apenas em 2010.

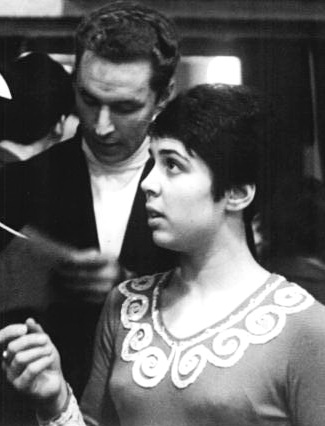
Soviética Irina Rodnina tem o recorde de três medalhas de ouro consecutivas (1972–1980). A primeira medalha de ouro foi conquistada ao lado de Alexei Ulanov (foto).

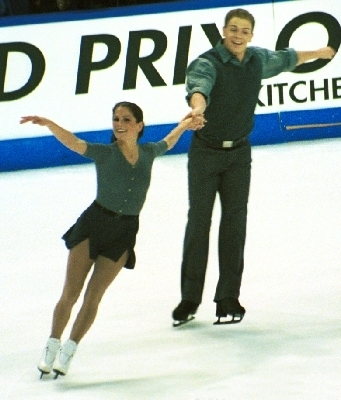
A dupla canadense Jamie Salé e David Pelletier receberam a medalha de ouro, como resultado após o escândalo na arbitragem em 2002.

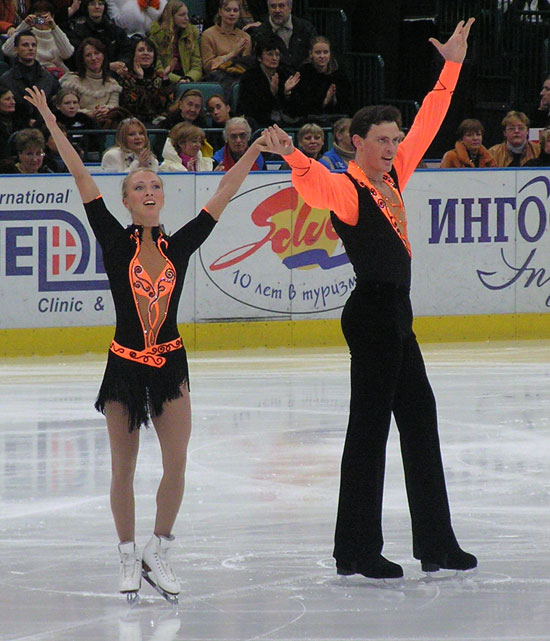
Campeões em 2006 nas duplas, Tatiana Totmianina e Maxim Marinin da Rússia.

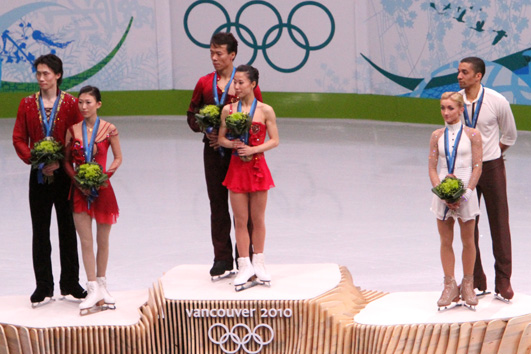
Pódio das duplas em Vancouver 2010, encerrando uma hegemonia que vinha desde 1964 com uma dupla russa campeã.

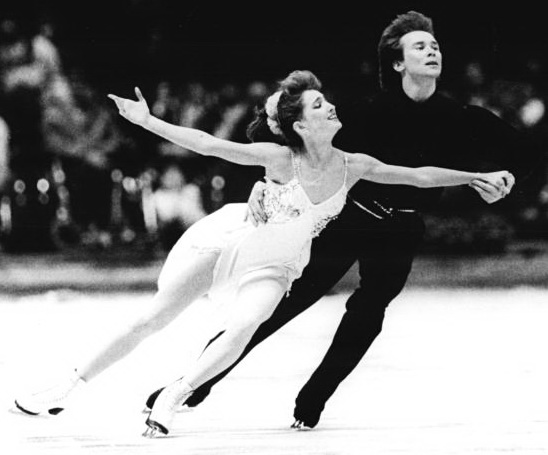
Os soviéticos Marina Klimova e Sergei Ponomarenko da dança no gelo, ganharam a medalha de bronze em 1984, melhoraram para uma prata em 1988, e terminaram como a medalha de ouro em 1992.

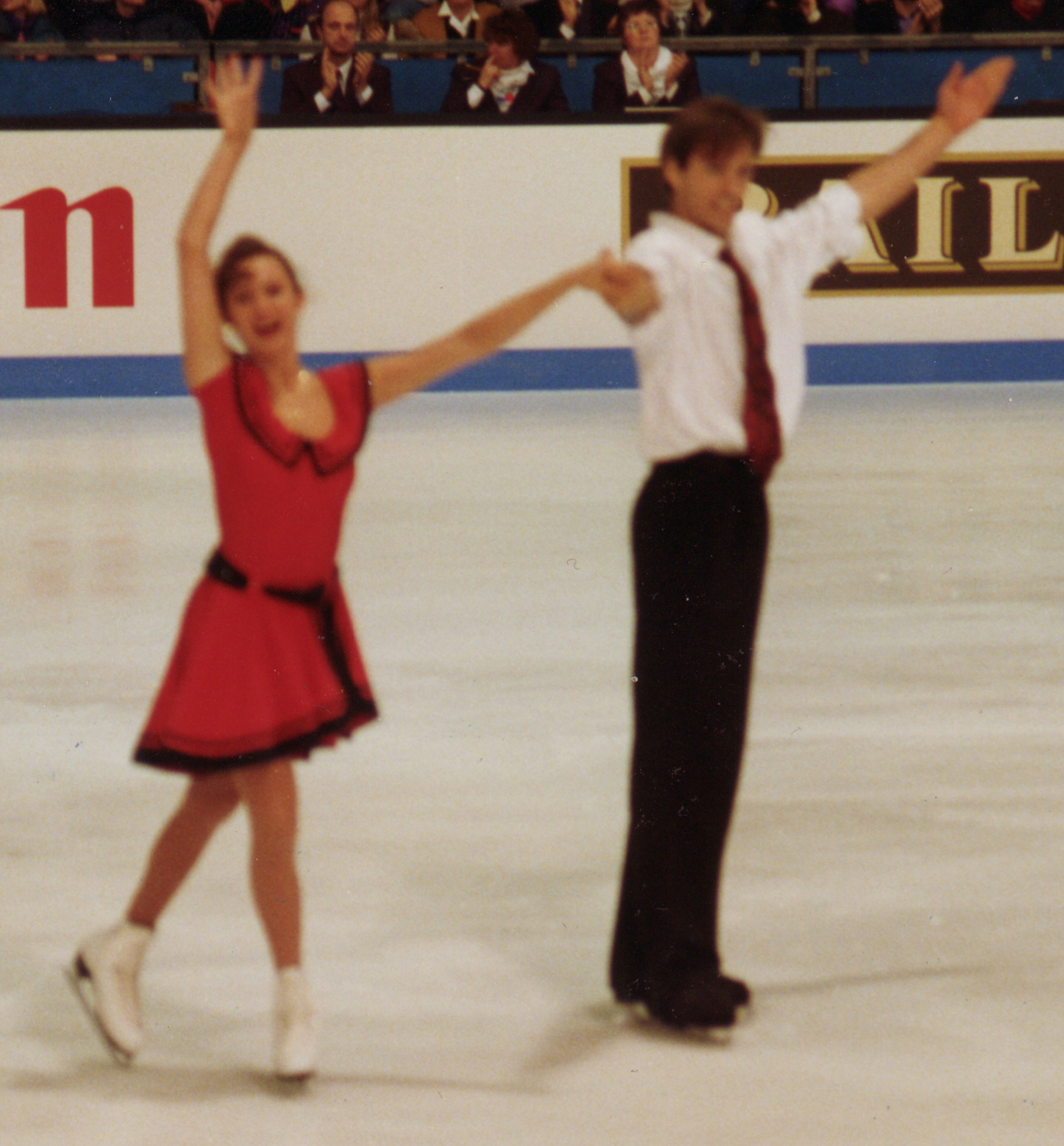
Oksana Grishuk e Evgeny Platov da Rússia, única dupla da dança no gelo que ganhou duas medalhas de ouro (1994 e 1998).

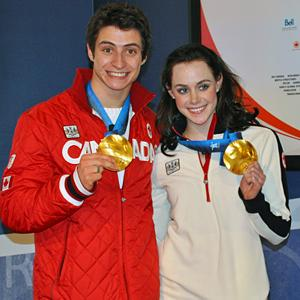
Em 2010, Tessa Virtue e Scott Moir conquistaram a primeira medalha de ouro do Canadá na dança no gelo.

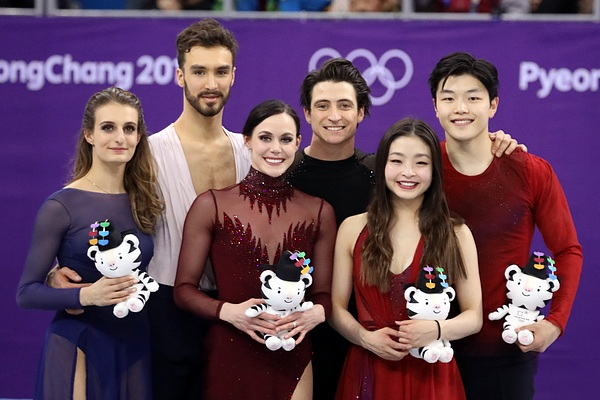
Pódio da dança no gelo em 2018, onde Virtue e Moir se consagraram novamente os vencedores.

### Duplas
| Evento                                 | Ouro                                                                                 | Prata                                                                                       | Bronze                                                   | Ref.          |
| -------------------------------------- | ------------------------------------------------------------------------------------ | ------------------------------------------------------------------------------------------- | -------------------------------------------------------- | ------------- |
| Londres 1908 (detalhes)                | Anna Hübler Heinrich Burger GER Alemanha                                             | Phyllis Johnson James H. Johnson GBR Grã-Bretanha                                           | Madge Syers Edgar Syers GBR Grã-Bretanha                 | [ 68 ] [ 69 ] |
| Antuérpia 1920 (detalhes)              | Ludowika Jakobsson Walter Jakobsson FIN Finlândia                                    | Alexia Bryn Yngvar Bryn NOR Noruega                                                         | Phyllis Johnson Basil Williams GBR Grã-Bretanha          | [ 68 ] [ 70 ] |
| Chamonix 1924 (detalhes)               | Helene Engelmann Alfred Berger AUT Áustria                                           | Ludowika Jakobsson Walter Jakobsson FIN Finlândia                                           | Andrée Joly Pierre Brunet FRA França                     | [ 68 ] [ 71 ] |
| St. Moritz 1928 (detalhes)             | Andrée Joly Pierre Brunet FRA França                                                 | Lilly Scholz Otto Kaiser AUT Áustria                                                        | Melitta Brunner Ludwig Wrede AUT Áustria                 | [ 68 ] [ 72 ] |
| Lake Placid 1932 (detalhes)            | Andrée Brunet Pierre Brunet FRA França                                               | Beatrix Loughran Sherwin Badger USA Estados Unidos                                          | Emília Rotter László Szollás HUN Hungria                 | [ 68 ] [ 73 ] |
| Garmisch-Partenkirchen 1936 (detalhes) | Maxi Herber Ernst Baier GER Alemanha                                                 | Ilse Pausin Erik Pausin AUT Áustria                                                         | Emília Rotter László Szollás HUN Hungria                 | [ 68 ] [ 74 ] |
| St. Moritz 1948 (detalhes)             | Micheline Lannoy Pierre Baugniet BEL Bélgica                                         | Andrea Kékesy Ede Király HUN Hungria                                                        | Suzanne Morrow Wallace Diestelmeyer CAN Canadá           | [ 68 ] [ 75 ] |
| Oslo 1952 (detalhes)                   | Ria Falk Paul Falk GER Alemanha                                                      | Karol Kennedy Peter Kennedy USA Estados Unidos                                              | Marianna Nagy László Nagy HUN Hungria                    | [ 68 ] [ 76 ] |
| Cortina d'Ampezzo 1956 (detalhes)      | Sissy Schwarz Kurt Oppelt AUT Áustria                                                | Frances Dafoe Norris Bowden CAN Canadá                                                      | Marianna Nagy László Nagy HUN Hungria                    | [ 68 ] [ 77 ] |
| Squaw Valley 1960 (detalhes)           | Barbara Wagner Robert Paul CAN Canadá                                                | Marika Kilius Hans-Jürgen Bäumler EUA Equipe Alemã Unida                                    | Nancy Ludington Ronald Ludington USA Estados Unidos      | [ 68 ] [ 78 ] |
| Innsbruck 1964 (detalhes)              | Ludmila Belousova Oleg Protopopov URS União Soviética                                | Marika Kilius Hans Jürgen Bäumler EUA Equipe Alemã Unida Debbi Wilkes Guy Revell CAN Canadá | Vivian Joseph Ronald Joseph USA Estados Unidos           | [c]           |
| Grenoble 1968 (detalhes)               | Ludmila Belousova Oleg Protopopov URS União Soviética                                | Tatyana Zhuk Aleksandr Gorelik URS União Soviética                                          | Margot Glockshuber Wolfgang Danne FRG Alemanha Ocidental | [ 68 ] [ 82 ] |
| Sapporo 1972 (detalhes)                | Irina Rodnina Alexei Ulanov URS União Soviética                                      | Lyudmila Smirnova Andrey Suraykin URS União Soviética                                       | Manuela Groß Uwe Kagelmann GDR Alemanha Oriental         | [ 68 ] [ 83 ] |
| Innsbruck 1976 (detalhes)              | Irina Rodnina Alexander Zaitsev URS União Soviética                                  | Romy Kermer Rolf Österreich GDR Alemanha Oriental                                           | Manuela Groß Uwe Kagelmann GDR Alemanha Oriental         | [ 68 ] [ 84 ] |
| Lake Placid 1980 (detalhes)            | Irina Rodnina Alexander Zaitsev URS União Soviética                                  | Marina Cherkasova Sergey Shakray URS União Soviética                                        | Manuela Mager Uwe Bewersdorff GDR Alemanha Oriental      | [ 68 ] [ 85 ] |
| Sarajevo 1984 (detalhes)               | Elena Valova Oleg Vasiliev URS União Soviética                                       | Kitty Carruthers Peter Carruthers USA Estados Unidos                                        | Larisa Seleznyova Oleg Makarov URS União Soviética       | [ 68 ] [ 86 ] |
| Calgary 1988 (detalhes)                | Ekaterina Gordeeva Sergei Grinkov URS União Soviética                                | Elena Valova Oleg Vasiliev URS União Soviética                                              | Jill Watson Peter Oppegard USA Estados Unidos            | [ 68 ] [ 87 ] |
| Albertville 1992 (detalhes)            | Natalia Mishkutenok Artur Dmitriev EUN Equipa Unificada                              | Elena Bechke Denis Petrov EUN Equipa Unificada                                              | Isabelle Brasseur Lloyd Eisler CAN Canadá                | [ 68 ] [ 88 ] |
| Lillehammer 1994 (detalhes)            | Ekaterina Gordeeva Sergei Grinkov RUS Rússia                                         | Natalia Mishkutenok Artur Dmitriev RUS Rússia                                               | Isabelle Brasseur Lloyd Eisler CAN Canadá                | [ 68 ] [ 89 ] |
| Nagano 1998 (detalhes)                 | Oksana Kazakova Artur Dmitriev RUS Rússia                                            | Elena Berezhnaya Anton Sikharulidze RUS Rússia                                              | Mandy Wotzel Ingo Steuer GER Alemanha                    | [ 68 ] [ 90 ] |
| Salt Lake City 2002 (detalhes)         | Elena Berezhnaya Anton Sikharulidze RUS Rússia Jamie Salé David Pelletier CAN Canadá | nenhum[b]                                                                                   | Shen Xue Zhao Hongbo CHN China                           | [ 68 ] [ 91 ] |
| Turim 2006 (detalhes)                  | Tatiana Totmianina Maxim Marinin RUS Rússia                                          | Zhang Dan Zhang Hao CHN China                                                               | Shen Xue Zhao Hongbo CHN China                           | [ 68 ] [ 92 ] |
| Vancouver 2010 (detalhes)              | Shen Xue Zhao Hongbo CHN China                                                       | Pang Qing Tong Jian CHN China                                                               | Aliona Savchenko Robin Szolkowy GER Alemanha             | [ 68 ] [ 93 ] |
| Sóchi 2014 (detalhes)                  | Tatiana Volosozhar Maxim Trankov RUS Rússia                                          | Ksenia Stolbova Fedor Klimov RUS Rússia                                                     | Aliona Savchenko Robin Szolkowy GER Alemanha             | [ 94 ]        |
| PyeongChang 2018 (detalhes)            | Aliona Savchenko Bruno Massot GER Alemanha                                           | Sui Wenjing Han Cong CHN China                                                              | Meagan Duhamel Eric Radford CAN Canadá                   | [ 95 ]        |
| Pequim 2022 (detalhes)                 | Sui Wenjing Han Cong CHN China                                                       | Evgenia Tarasova Vladimir Morozov ROC                                                       | Anastasia Mishina Aleksandr Galliamov ROC                | [ 39 ]        |

### Dança no gelo
| Evento                         | Ouro                                                      | Prata                                                 | Bronze                                                | Ref.           |
| ------------------------------ | --------------------------------------------------------- | ----------------------------------------------------- | ----------------------------------------------------- | -------------- |
| Innsbruck 1976 (detalhes)      | Lyudmila Pakhomova Aleksandr Gorshkov URS União Soviética | Irina Moisyeva Andrei Minenkov URS União Soviética    | Colleen O'Connor James Millns USA Estados Unidos      | [ 68 ] [ 96 ]  |
| Lake Placid 1980 (detalhes)    | Natalia Linichuk Gennadi Karponossov URS União Soviética  | Krisztina Regöczy Andras Sallay HUN Hungria           | Irina Moiseyeva Andrei Minenkov URS União Soviética   | [ 68 ] [ 97 ]  |
| Sarajevo 1984 (detalhes)       | Jayne Torvill Christopher Dean GBR Grã-Bretanha           | Natalia Bestemianova Andrei Bukin URS União Soviética | Marina Klimova Sergei Ponomarenko URS União Soviética | [ 68 ] [ 98 ]  |
| Calgary 1988 (detalhes)        | Natalya Bestemianova Andrei Bukin URS União Soviética     | Marina Klimova Sergei Ponomarenko URS União Soviética | Tracy Wilson Robert McCall CAN Canadá                 | [ 68 ] [ 99 ]  |
| Albertville 1992 (detalhes)    | Marina Klimova Sergei Ponomarenko EUN Equipa Unificada    | Isabelle Duchesnay Paul Duchesnay FRA França          | Maya Usova Alexander Zhulin EUN Equipa Unificada      | [ 68 ] [ 100 ] |
| Lillehammer 1994 (detalhes)    | Oksana Grishuk Evgeny Platov RUS Rússia                   | Maya Usova Alexander Zhulin RUS Rússia                | Jayne Torvill Christopher Dean GBR Grã-Bretanha       | [ 68 ] [ 101 ] |
| Nagano 1998 (detalhes)         | Oksana Grishuk Evgeny Platov RUS Rússia                   | Anjelika Krylova Oleg Ovsyannikov RUS Rússia          | Marina Anissina Gwendal Peizerat FRA França           | [ 68 ] [ 102 ] |
| Salt Lake City 2002 (detalhes) | Marina Anissina Gwendal Peizerat FRA França               | Irina Lobacheva Ilia Averbukh RUS Rússia              | Barbara Fusar Poli Maurizio Margaglio ITA Itália      | [ 68 ] [ 103 ] |
| Turim 2006 (detalhes)          | Tatiana Navka Roman Kostomarov RUS Rússia                 | Tanith Belbin Benjamin Agosto USA Estados Unidos      | Elena Grushina Ruslan Goncharov UKR Ucrânia           | [ 68 ] [ 104 ] |
| Vancouver 2010 (detalhes)      | Tessa Virtue Scott Moir CAN Canadá                        | Meryl Davis Charlie White USA Estados Unidos          | Oksana Domnina Maxim Shabalin RUS Rússia              | [ 68 ] [ 105 ] |
| Sóchi 2014 (detalhes)          | Meryl Davis Charlie White USA Estados Unidos              | Tessa Virtue Scott Moir CAN Canadá                    | Elena Ilinykh Nikita Katsalapov RUS Rússia            | [ 106 ]        |
| PyeongChang 2018 (detalhes)    | Tessa Virtue Scott Moir CAN Canadá                        | Gabriella Papadakis Guillaume Cizeron FRA França      | Maia Shibutani Alex Shibutani USA Estados Unidos      | [ 107 ]        |
| Pequim 2022 (detalhes)         | Gabriella Papadakis Guillaume Cizeron FRA França          | Victoria Sinitsina Nikita Katsalapov ROC              | Madison Hubbell Zachary Donohue USA Estados Unidos    | [ 39 ]         |

### Equipes
| Evento                      | Ouro | Prata | Bronze | Ref.    |
| --------------------------- | --- | --- | --- | ------- |
| Sóchi 2014 (detalhes)       | Julia Lipnitskaia Evgeni Plushenko Ksenia Stolbova[L] Fedor Klimov[L] Tatiana Volosozhar[C] Maxim Trankov[C] Elena Ilinykh[L] Nikita Katsalapov[L] Ekaterina Bobrova[C] Dmitri Soloviev[C] RUS Rússia | Kaetlyn Osmond Kevin Reynolds[L] Patrick Chan[C] Kirsten Moore-Towers[L] Dylan Moscovitch[L] Meagan Duhamel[C] Eric Radford[C] Tessa Virtue Scott Moir CAN Canadá                                        | Gracie Gold[L] Ashley Wagner[C] Jason Brown[L] Jeremy Abbott[C] Marissa Castelli Simon Shnapir Meryl Davis Charlie White USA Estados Unidos          | [ 108 ] |
| PyeongChang 2018 (detalhes) | Kaetlyn Osmond[C] Gabrielle Daleman[L] Patrick Chan Meagan Duhamel Eric Radford Tessa Virtue Scott Moir CAN Canadá                                                                                    | Evgenia Medvedeva[C] Alina Zagitova[L] Mikhail Kolyada Evgenia Tarasova[C] Vladimir Morozov[C] Natalia Zabiiako[L] Alexander Enbert[L] Ekaterina Bobrova Dmitri Soloviev OAR Atletas Olímpicos da Rússia | Bradie Tennell[C] Mirai Nagasu[L] Nathan Chen[C] Adam Rippon[L] Alexa Scimeca Knierim Chris Knierim Maia Shibutani Alex Shibutani USA Estados Unidos | [ 109 ] |
| Pequim 2022 (detalhes)      | Mark Kondratiuk Kamila Valieva Anastasia Mishina Aleksandr Galliamov Victoria Sinitsina Nikita Katsalapov ROC                                                                                         | Nathan Chen[C] Vincent Zhou[L] Karen Chen Alexa Knierim Brandon Frazier Madison Hubbell[C] Zachary Donohue[C] Madison Chock[L] Evan Bates[L] USA Estados Unidos                                          | Shoma Uno[C] Yuma Kagiyama[L] Wakaba Higuchi[C] Kaori Sakamoto[L] Riku Miura Ryuichi Kihara Misato Komatsubara Tim Koleto JPN Japão                  | [ 39 ]  |

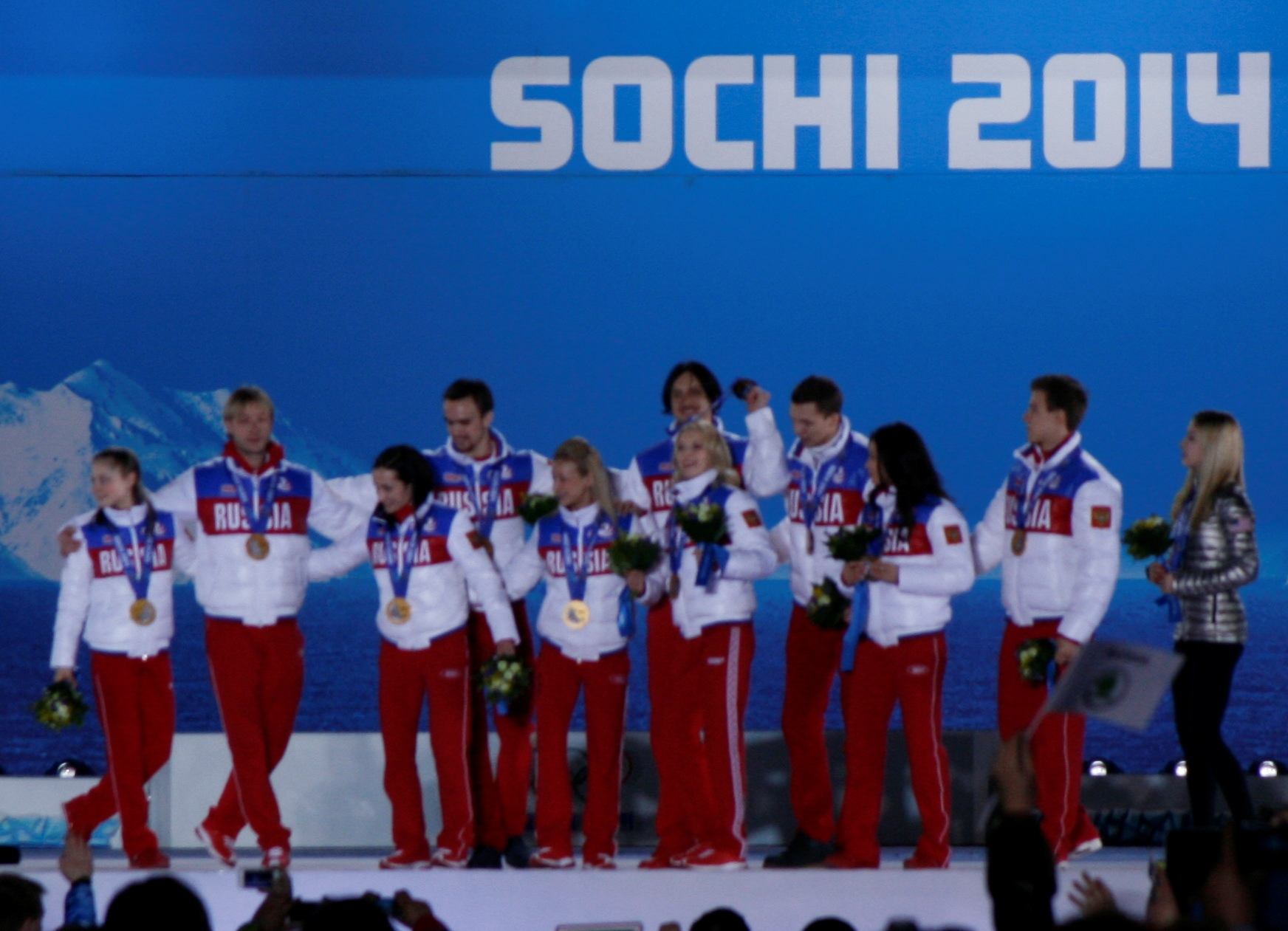
Anfitriões em 2014, equipe russa conquistaram o primeiro ouro da competição por equipes.

C. ^ Competiram apenas no programa curto/dança rítmica
L. ^ Competiram apenas no programa/dança livre

## Estatísticas

### Patinadores com mais medalhas

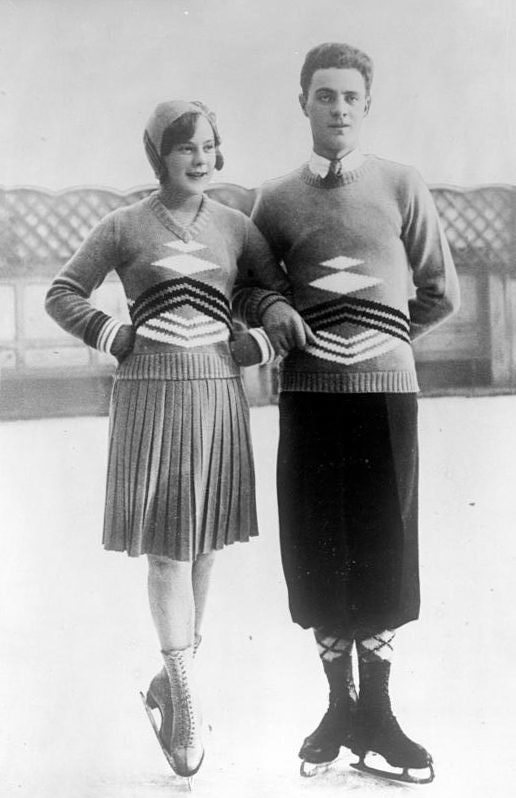
Sonja Henie e Karl Schäfer (foto de 1932 em Lake Placid) são dois dos vinte e três com duas ou mais medalhas de ouro olímpicas na patinação artística.

Os patinadores que ganharam, pelo menos, duas medalhas totais estão listados abaixo.
| Patinador(a)        | País                                       | Olimpíadas   | Ouro | Prata | Bronze | Total |
| ------------------- | ------------------------------------------ | ------------ | ---- | ----- | ------ | ----- |
| Scott Moir          | CAN Canadá                                 | 2010–2018    | 3    | 2     | 0      | 5     |
| Tessa Virtue        | CAN Canadá                                 | 2010–2018    | 3    | 2     | 0      | 5     |
| Gillis Grafström    | SWE Suécia                                 | 1920–1932[a] | 3    | 1     | 0      | 4     |
| Sonja Henie         | NOR Noruega                                | 1928–1936    | 3    | 0     | 0      | 3     |
| Irina Rodnina       | URS União Soviética                        | 1972–1980    | 3    | 0     | 0      | 3     |
| Evgeni Plushenko    | RUS Rússia                                 | 2002–2014    | 2    | 2     | 0      | 4     |
| Nikita Katsalapov   | RUS Rússia ROC                             | 2014, 2022   | 2    | 1     | 1      | 4     |
| Artur Dmitriev      | EUN Equipa Unificada RUS Rússia            | 1992–1998    | 2    | 1     | 0      | 3     |
| Pierre Brunet       | FRA França                                 | 1924–1932    | 2    | 0     | 1      | 3     |
| Andrée Brunet       | FRA França                                 | 1924–1932    | 2    | 0     | 1      | 3     |
| Karl Schäfer        | AUT Áustria                                | 1928–1936    | 2    | 0     | 0      | 2     |
| Dick Button         | USA Estados Unidos                         | 1948–1952    | 2    | 0     | 0      | 2     |
| Ludmila Belousova   | URS União Soviética                        | 1964–1968    | 2    | 0     | 0      | 2     |
| Oleg Protopopov     | URS União Soviética                        | 1964–1968    | 2    | 0     | 0      | 2     |
| Alexander Zaitsev   | URS União Soviética                        | 1976–1980    | 2    | 0     | 0      | 2     |
| Katarina Witt       | GDR Alemanha Oriental                      | 1984–1988    | 2    | 0     | 0      | 2     |
| Ekaterina Gordeeva  | URS União Soviética RUS Rússia             | 1988, 1994   | 2    | 0     | 0      | 2     |
| Sergei Grinkov      | URS União Soviética RUS Rússia             | 1988, 1994   | 2    | 0     | 0      | 2     |
| Oksana Grishuk      | RUS Rússia                                 | 1994–1998    | 2    | 0     | 0      | 2     |
| Evgeny Platov       | RUS Rússia                                 | 1994–1998    | 2    | 0     | 0      | 2     |
| Tatiana Volosozhar  | RUS Rússia                                 | 2014         | 2    | 0     | 0      | 2     |
| Maxim Trankov       | RUS Rússia                                 | 2014         | 2    | 0     | 0      | 2     |
| Yuzuru Hanyu        | JPN Japão                                  | 2014–2018    | 2    | 0     | 0      | 2     |
| Patrick Chan        | CAN Canadá                                 | 2014–2018    | 1    | 2     | 0      | 3     |
| Sergei Ponomarenko  | EUN Equipa Unificada URS União Soviética   | 1984–1992    | 1    | 1     | 1      | 3     |
| Marina Klimova      | EUN Equipa Unificada URS União Soviética   | 1984–1992    | 1    | 1     | 1      | 3     |
| Meryl Davis         | USA Estados Unidos                         | 2010–2014    | 1    | 1     | 1      | 3     |
| Charlie White       | USA Estados Unidos                         | 2010–2014    | 1    | 1     | 1      | 3     |
| Meagan Duhamel      | CAN Canadá                                 | 2014–2018    | 1    | 1     | 1      | 3     |
| Eric Radford        | CAN Canadá                                 | 2014–2018    | 1    | 1     | 1      | 3     |
| Kaetlyn Osmond      | CAN Canadá                                 | 2014–2018    | 1    | 1     | 1      | 3     |
| Nathan Chen         | USA Estados Unidos                         | 2018–2022    | 1    | 1     | 1      | 3     |
| Ludowika Jakobsson  | FIN Finlândia                              | 1920–1924    | 1    | 1     | 0      | 2     |
| Walter Jakobsson    | FIN Finlândia                              | 1920–1924    | 1    | 1     | 0      | 2     |
| Tenley Albright     | USA Estados Unidos                         | 1952–1956    | 1    | 1     | 0      | 2     |
| Carol Heiss         | USA Estados Unidos                         | 1956–1960    | 1    | 1     | 0      | 2     |
| Sjoukje Dijkstra    | NED Países Baixos                          | 1960–1964    | 1    | 1     | 0      | 2     |
| Natalia Mishkutenok | EUN Equipa Unificada RUS Rússia            | 1992–1994    | 1    | 1     | 0      | 2     |
| Elena Berezhnaya    | RUS Rússia                                 | 1998–2002    | 1    | 1     | 0      | 2     |
| Anton Sikharulidze  | RUS Rússia                                 | 1998–2002    | 1    | 1     | 0      | 2     |
| Kim Yuna            | KOR Coreia do Sul                          | 2010–2014    | 1    | 1     | 0      | 2     |
| Fedor Klimov        | RUS Rússia                                 | 2014         | 1    | 1     | 0      | 2     |
| Ksenia Stolbova     | RUS Rússia                                 | 2014         | 1    | 1     | 0      | 2     |
| Ekaterina Bobrova   | RUS Rússia OAR Atletas Olímpicos da Rússia | 2014–2018    | 1    | 1     | 0      | 2     |
| Dmitri Soloviev     | RUS Rússia OAR Atletas Olímpicos da Rússia | 2014–2018    | 1    | 1     | 0      | 2     |
| Alina Zagitova      | OAR Atletas Olímpicos da Rússia            | 2018         | 1    | 1     | 0      | 2     |
| Han Cong            | CHN China                                  | 2018–2022    | 1    | 1     | 0      | 2     |
| Sui Wenjing         | CHN China                                  | 2018–2022    | 1    | 1     | 0      | 2     |
| Guillaume Cizeron   | FRA França                                 | 2018–2022    | 1    | 1     | 0      | 2     |
| Gabriella Papadakis | FRA França                                 | 2018–2022    | 1    | 1     | 0      | 2     |
| Victoria Sinitsina  | ROC                                        | 2018–2022    | 1    | 1     | 0      | 2     |
| Shen Xue            | CHN China                                  | 2002–2010    | 1    | 0     | 2      | 3     |
| Zhao Hongbo         | CHN China                                  | 2002–2010    | 1    | 0     | 2      | 3     |
| Aliona Savchenko    | GER Alemanha                               | 2010–2018    | 1    | 0     | 2      | 3     |
| Jeannette Altwegg   | GBR Grã-Bretanha                           | 1948–1952    | 1    | 0     | 1      | 2     |
| David Jenkins       | USA Estados Unidos                         | 1956–1960    | 1    | 0     | 1      | 2     |
| Viktor Petrenko     | URS União Soviética EUN Equipa Unificada   | 1988–1992    | 1    | 0     | 1      | 2     |
| Marina Anissina     | FRA França                                 | 1998–2002    | 1    | 0     | 1      | 2     |
| Gwendal Peizerat    | FRA França                                 | 1998–2002    | 1    | 0     | 1      | 2     |
| Elena Ilinykh       | RUS Rússia                                 | 2014         | 1    | 0     | 1      | 2     |
| Beatrix Loughran    | USA Estados Unidos                         | 1924–1932    | 0    | 2     | 1      | 3     |
| Willy Böckl         | AUT Áustria                                | 1924–1928    | 0    | 2     | 0      | 2     |
| Fritzi Burger       | AUT Áustria                                | 1928–1932    | 0    | 2     | 0      | 2     |
| Marika Kilius       | EUA Equipe Alemã Unida                     | 1960–1964    | 0    | 2     | 0      | 2     |
| Hans-Jürgen Bäumler | EUA Equipe Alemã Unida                     | 1960–1964    | 0    | 2     | 0      | 2     |
| Brian Orser         | CAN Canadá                                 | 1984–1988    | 0    | 2     | 0      | 2     |
| Elvis Stojko        | CAN Canadá                                 | 1994–1998    | 0    | 2     | 0      | 2     |
| Evgenia Medvedeva   | OAR Atletas Olímpicos da Rússia            | 2018         | 0    | 2     | 0      | 2     |
| Shoma Uno           | JPN Japão                                  | 2018–2022    | 0    | 1     | 2      | 3     |
| Phyllis Johnson     | GBR Grã-Bretanha                           | 1908–1920    | 0    | 1     | 1      | 2     |
| Maya Usova          | EUN Equipa Unificada RUS Rússia            | 1992–1994    | 0    | 1     | 1      | 2     |
| Alexander Zhulin    | EUN Equipa Unificada RUS Rússia            | 1992–1994    | 0    | 1     | 1      | 2     |
| Nancy Kerrigan      | USA Estados Unidos                         | 1992–1994    | 0    | 1     | 1      | 2     |
| Michelle Kwan       | USA Estados Unidos                         | 1998–2002    | 0    | 1     | 1      | 2     |
| Irina Slutskaya     | RUS Rússia                                 | 2002–2006    | 0    | 1     | 1      | 2     |
| Yuma Kagiyama       | JPN Japão                                  | 2022         | 0    | 1     | 1      | 2     |
| Zachary Donohue     | USA Estados Unidos                         | 2022         | 0    | 1     | 1      | 2     |
| Madison Hubbell     | USA Estados Unidos                         | 2022         | 0    | 1     | 1      | 2     |
| Emília Rotter       | HUN Hungria                                | 1932–1936    | 0    | 0     | 2      | 2     |
| László Szollás      | HUN Hungria                                | 1932–1936    | 0    | 0     | 2      | 2     |
| Marianna Nagy       | HUN Hungria                                | 1952–1956    | 0    | 0     | 2      | 2     |
| László Nagy         | HUN Hungria                                | 1952–1956    | 0    | 0     | 2      | 2     |
| Patrick Péra        | FRA França                                 | 1968–1972    | 0    | 0     | 2      | 2     |
| Manuela Groß        | GDR Alemanha Oriental                      | 1972–1976    | 0    | 0     | 2      | 2     |
| Uwe Kagelmann       | GDR Alemanha Oriental                      | 1972–1976    | 0    | 0     | 2      | 2     |
| Isabelle Brasseur   | CAN Canadá                                 | 1992–1994    | 0    | 0     | 2      | 2     |
| Lloyd Eisler        | CAN Canadá                                 | 1992–1994    | 0    | 0     | 2      | 2     |
| Chen Lu             | CHN China                                  | 1994–1998    | 0    | 0     | 2      | 2     |
| Philippe Candeloro  | FRA França                                 | 1994–1998    | 0    | 0     | 2      | 2     |
| Robin Szolkowy      | GER Alemanha                               | 2010–2014    | 0    | 0     | 2      | 2     |
| Maia Shibutani      | USA Estados Unidos                         | 2018         | 0    | 0     | 2      | 2     |
| Alex Shibutani      | USA Estados Unidos                         | 2018         | 0    | 0     | 2      | 2     |
| Kaori Sakamoto      | JPN Japão                                  | 2022         | 0    | 0     | 2      | 2     |

### Medalhas por ano
| # | Número de medalhas conquistadas pelo CON nestes Jogos | – | CON não ganhou nenhuma medalha nestes Jogos |  | CON não participou nestes Jogos (em 1912, não foi disputada a patinação artística) |

| CON                             | 08   | 12   | 20   | 24   | 28   | 32   | 36   | 48   | 52   | 56   | 60   | 64   | 68   | 72   | 76   | 80   | 84   | 88   | 92   | 94   | 98   | 02   | 06   | 10   | 14   | 18   | 22   | Total |
| ------------------------------- | ---- | ---- | ---- | ---- | ---- | ---- | ---- | ---- | ---- | ---- | ---- | ---- | ---- | ---- | ---- | ---- | ---- | ---- | ---- | ---- | ---- | ---- | ---- | ---- | ---- | ---- | ---- | ----- |
| GER Alemanha                    | 2    | -1 ! | -1 ! | -1 ! | –    | –    | 2    | -1 ! | 1    | -1 ! | -1 ! | -1 ! | -1 ! | -1 ! | -1 ! | -1 ! | -1 ! | -1 ! | –    | –    | 1    | –    | –    | 1    | 1    | 1    | –    | 9     |
| FRG Alemanha Ocidental          | -1 ! | -1 ! | -1 ! | -1 ! | -1 ! | -1 ! | -1 ! | -1 ! | -1 ! | -1 ! | -1 ! | -1 ! | 1    | –    | –    | 1    | –    | –    | -1 ! | -1 ! | -1 ! | -1 ! | -1 ! | -1 ! | -1 ! | -1 ! | -1 ! | 2     |
| GDR Alemanha Oriental           | -1 ! | -1 ! | -1 ! | -1 ! | -1 ! | -1 ! | -1 ! | -1 ! | -1 ! | -1 ! | -1 ! | -1 ! | 1    | 1    | 3    | 3    | 1    | 1    | -1 ! | -1 ! | -1 ! | -1 ! | -1 ! | -1 ! | -1 ! | -1 ! | -1 ! | 10    |
| OAR Atletas Olímpicos da Rússia | -1 ! | -1 ! | -1 ! | -1 ! | -1 ! | -1 ! | -1 ! | -1 ! | -1 ! | -1 ! | -1 ! | -1 ! | -1 ! | -1 ! | -1 ! | -1 ! | -1 ! | -1 ! | -1 ! | -1 ! | -1 ! | -1 ! | -1 ! | -1 ! | -1 ! | 3    | -1 ! | 3     |
| AUT Áustria                     | –    | -1 ! | -1 ! | 3    | 4    | 2    | 3    | 2    | 1    | 2    | –    | 1    | 1    | 1    | –    | –    | –    | –    | –    | –    | –    | –    | –    | –    | –    | –    | –    | 20    |
| BEL Bélgica                     | –    | -1 ! | –    | –    | 1    | –    | –    | 1    | –    | –    | -1 ! | –    | -1 ! | –    | –    | –    | –    | –    | –    | –    | –    | –    | –    | –    | –    | –    | –    | 2     |
| CAN Canadá                      | –    | -1 ! | –    | –    | –    | 1    | –    | 2    | –    | 1    | 2    | 2    | –    | 1    | 1    | –    | 1    | 3    | 1    | 2    | 1    | 1    | 1    | 2    | 3    | 4    | –    | 29    |
| KAZ Cazaquistão                 | -1 ! | -1 ! | -1 ! | -1 ! | -1 ! | -1 ! | -1 ! | -1 ! | -1 ! | -1 ! | -1 ! | -1 ! | -1 ! | -1 ! | -1 ! | -1 ! | -1 ! | -1 ! | -1 ! | –    | –    | –    | –    | –    | 1    | –    | –    | 1     |
| CHN China                       | -1 ! | -1 ! | -1 ! | -1 ! | -1 ! | -1 ! | -1 ! | -1 ! | -1 ! | -1 ! | -1 ! | -1 ! | -1 ! | -1 ! | -1 ! | –    | –    | –    | –    | 1    | 1    | 1    | 2    | 2    | –    | 1    | 1    | 9     |
| TCH Checoslováquia              | -1 ! | -1 ! | –    | –    | –    | –    | –    | –    | –    | –    | 1    | –    | 1    | 1    | –    | –    | 1    | –    | 1    | -1 ! | -1 ! | -1 ! | -1 ! | -1 ! | -1 ! | -1 ! | -1 ! | 5     |
| KOR Coreia do Sul               | -1 ! | -1 ! | -1 ! | -1 ! | -1 ! | -1 ! | -1 ! | -1 ! | -1 ! | -1 ! | -1 ! | -1 ! | –    | –    | –    | –    | –    | –    | –    | –    | –    | –    | –    | 1    | 1    | –    | –    | 2     |
| ESP Espanha                     | -1 ! | -1 ! | -1 ! | -1 ! | -1 ! | -1 ! | -1 ! | -1 ! | -1 ! | –    | -1 ! | -1 ! | -1 ! | -1 ! | -1 ! | –    | –    | –    | -1 ! | –    | –    | -1 ! | -1 ! | –    | –    | 1    | –    | 1     |
| EUA Equipe Alemã Unida          | –    | -1 ! | -1 ! | -1 ! | -1 ! | -1 ! | -1 ! | -1 ! | -1 ! | –    | 1    | 2    | -1 ! | -1 ! | -1 ! | -1 ! | -1 ! | -1 ! | -1 ! | -1 ! | -1 ! | -1 ! | -1 ! | -1 ! | -1 ! | -1 ! | -1 ! | 3     |
| EUN Equipa Unificada            | -1 ! | -1 ! | -1 ! | -1 ! | -1 ! | -1 ! | -1 ! | -1 ! | -1 ! | -1 ! | -1 ! | -1 ! | -1 ! | -1 ! | -1 ! | -1 ! | -1 ! | -1 ! | 5    | -1 ! | -1 ! | -1 ! | -1 ! | -1 ! | -1 ! | -1 ! | -1 ! | 5     |
| USA Estados Unidos              | –    | -1 ! | 1    | 1    | 1    | 2    | –    | 1    | 4    | 5    | 4    | 2    | 2    | 1    | 2    | 2    | 3    | 3    | 3    | 1    | 2    | 3    | 2    | 2    | 2    | 2    | 3    | 54    |
| FIN Finlândia                   | –    | -1 ! | 1    | 1    | –    | –    | –    | –    | –    | –    | –    | –    | –    | –    | –    | –    | –    | –    | –    | –    | –    | –    | –    | –    | –    | –    | –    | 2     |
| FRA França                      | –    | -1 ! | –    | 1    | 1    | 1    | –    | –    | 1    | –    | –    | 1    | 1    | 1    | –    | –    | –    | –    | 1    | 1    | 2    | 1    | –    | –    | –    | 1    | 1    | 14    |
| GBR Grã-Bretanha                | 6    | -1 ! | 1    | 1    | –    | –    | 1    | 1    | 1    | –    | –    | –    | –    | –    | 1    | 1    | 1    | –    | –    | 1    | –    | –    | –    | –    | –    | –    | –    | 15    |
| HUN Hungria                     | –    | -1 ! | -1 ! | –    | –    | 1    | 1    | 1    | 1    | 1    | –    | –    | –    | –    | –    | 1    | –    | –    | –    | –    | –    | –    | –    | –    | –    | –    | –    | 6     |
| RU1 Império Russo               | 1    | -1 ! | -1 ! | -1 ! | -1 ! | -1 ! | -1 ! | -1 ! | -1 ! | -1 ! | -1 ! | -1 ! | -1 ! | -1 ! | -1 ! | -1 ! | -1 ! | -1 ! | -1 ! | -1 ! | -1 ! | -1 ! | -1 ! | -1 ! | -1 ! | -1 ! | -1 ! | 1     |
| ITA Itália                      | –    | -1 ! | –    | –    | –    | –    | –    | –    | –    | –    | –    | –    | –    | –    | –    | –    | –    | –    | –    | –    | –    | 1    | –    | –    | 1    | –    | –    | 2     |
| JPN Japão                       | -1 ! | -1 ! | –    | -1 ! | –    | –    | –    | -1 ! | –    | –    | –    | –    | –    | –    | –    | –    | –    | –    | 1    | –    | –    | –    | 1    | 2    | 1    | 2    | 4    | 11    |
| NOR Noruega                     | –    | -1 ! | 3    | –    | 1    | 1    | 1    | –    | –    | –    | –    | –    | –    | –    | –    | –    | –    | –    | –    | –    | –    | –    | –    | –    | –    | –    | –    | 6     |
| NED Países Baixos               | –    | -1 ! | –    | -1 ! | –    | -1 ! | –    | –    | –    | –    | 1    | 1    | –    | –    | 1    | –    | –    | –    | –    | –    | –    | –    | –    | –    | –    | –    | –    | 3     |
| ROC                             | -1 ! | -1 ! | -1 ! | -1 ! | -1 ! | -1 ! | -1 ! | -1 ! | -1 ! | -1 ! | -1 ! | -1 ! | -1 ! | -1 ! | -1 ! | -1 ! | -1 ! | -1 ! | -1 ! | -1 ! | -1 ! | -1 ! | -1 ! | -1 ! | -1 ! | -1 ! | 6    | 6     |
| RUS Rússia                      | -1 ! | -1 ! | -1 ! | -1 ! | -1 ! | -1 ! | -1 ! | -1 ! | -1 ! | -1 ! | -1 ! | -1 ! | -1 ! | -1 ! | -1 ! | -1 ! | -1 ! | -1 ! | -1 ! | 5    | 5    | 5    | 4    | 2    | 5    | -1 ! | -1 ! | 26    |
| SWE Suécia                      | 3    | -1 ! | 3    | 1    | 1    | 1    | 1    | –    | –    | –    | –    | –    | –    | –    | –    | –    | –    | –    | –    | –    | –    | –    | –    | –    | –    | –    | –    | 10    |
| SUI Suíça                       | –    | -1 ! | –    | 1    | –    | –    | –    | 1    | –    | –    | –    | –    | –    | –    | –    | –    | –    | –    | –    | –    | –    | –    | 1    | –    | –    | –    | –    | 3     |
| UKR Ucrânia                     | -1 ! | -1 ! | -1 ! | -1 ! | -1 ! | -1 ! | -1 ! | -1 ! | -1 ! | -1 ! | -1 ! | -1 ! | -1 ! | -1 ! | -1 ! | -1 ! | -1 ! | -1 ! | -1 ! | 1    | –    | –    | 1    | –    | –    | –    | –    | 2     |
| URS União Soviética             | -1 ! | -1 ! | -1 ! | -1 ! | -1 ! | -1 ! | -1 ! | -1 ! | -1 ! | –    | –    | 1    | 2    | 3    | 4    | 4    | 5    | 5    | -1 ! | -1 ! | -1 ! | -1 ! | -1 ! | -1 ! | -1 ! | -1 ! | -1 ! | 24    |
| Ano                             | 08   | 12   | 20   | 24   | 28   | 32   | 36   | 48   | 52   | 56   | 60   | 64   | 68   | 72   | 76   | 80   | 84   | 88   | 92   | 94   | 98   | 02   | 06   | 10   | 14   | 18   | 22   | –     |